# 阪急700系電車

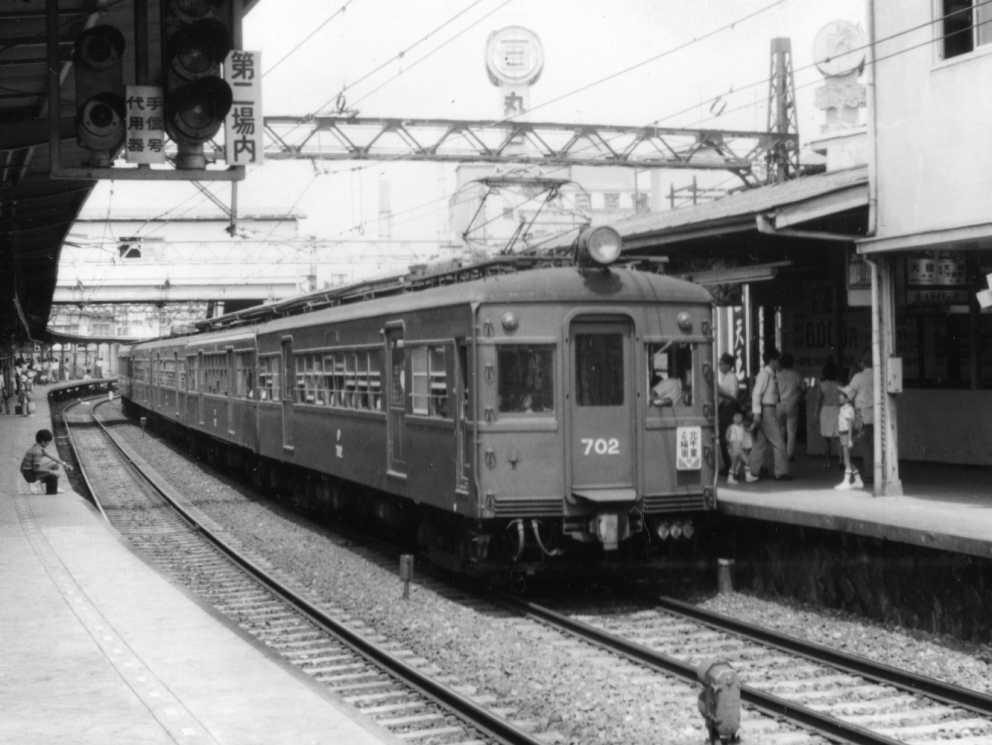
2段窓がアルミサッシ化された702以下6連（2両目の張上げ屋根車は元1300形の750形、1975.8.29十三にて撮影）

阪急700系電車（はんきゅう700けいでんしゃ）は、京阪神急行電鉄→阪急電鉄がかつて保有していた通勤型電車である。

## 概要
新京阪線（後の京都線）用で戦後初の新造車として、1948年にナニワ工機にて電動車700形（Mc車）701 - 705と制御車750形（Tc車）751 - 755の計10両が製造された。竣工時はMc-Tcの2両固定編成であった。

## 車体
車体は半鋼製で完全上昇式の2段上昇窓を備え、1947年に運輸省が制定した規格型電車設計案のA'型に準拠しており、同時期に製造された宝塚線用550形の京都線仕様に相当する。
車体寸法は最大長17,608mm、最大幅2892mmで、当時新京阪線の主力車であったP-6こと100形よりもやや短いが車体幅が22mm広い。

## 主要機器
電装品は新京阪線の伝統に倣い東洋電機製造製が採用されたが、台車は扶桑金属工業製鋳鋼台車のKS-33Lを装着した。中間に入った751～755(元1301～1305←301～305)は汽車KS-18を装着した。
主電動機は吊り掛け式のTDK-553-Aを700形の各台車に2基ずつ合計4基、制御器は電動カム軸式のES-551-Aを搭載したが、後に追加で電装されたグループのうち、707 - 710（旧752 - 755）は制御器についてP-6用予備の同じく電動カム軸式制御器であるES-504-Aを搭載した。
また、ブレーキはA動作弁によるAMA・ACA自動空気ブレーキを採用した。

## 運用
700形の自重が38t～41tと比較的重いにもかかわらず各主電動機の定格出力が低く、高速運転が必要とされる本線では性能的に厳しかったため、もっぱら千里山線（現・千里線）で運用された。

### カルダン駆動の試験
1952年10月、751が東洋電機製造製カルダン駆動装置の試験車として電装された。
これは751の装着する2台のKS-33L台車それぞれにWNドライブと中空軸平行カルダンの2種の駆動装置を装着し、同一のギア比と同一の主電動機で比較試験が実施され、少し遅れて直角カルダンとWNドライブ装備で製造された神宝線610系620・630と共に、以後の1000番台高性能車の開発に貴重な運用データを提供した。
なお、この751に限っては制御器としてP-6の更新時に導入された電動カム軸式制御器であるES-553-Aと同系のES-553-Bが搭載されている。

### 750形の電装と中間車挿入
千里山線の乗客増加に対応すべく、1956年から1957年にかけて750形752 - 755も電装の上、先にカルダン駆動式で電装されていた751とともに、706 - 710として700形に編入された。
これにより新京阪線時代の1943年に製造された京阪1200型と類似した半流線型スタイルの制御車1300形を付随車化改造の上、新たに750形として中間に組み込み、3両編成化が実現された。一方、706（旧・751）のカルダン駆動装置は1971年に撤去され、Tc化された。

### 終焉

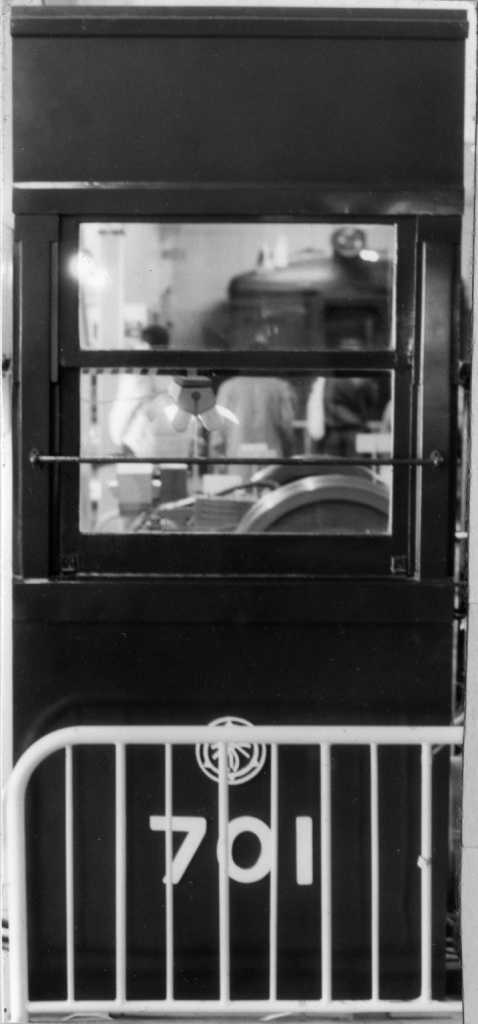
保存されている701の側面（1984.1.2宝塚ファミリーランド電車館にて撮影）

千里線が長編成化されると、700形は最長6両編成となり、1970年の大阪万国博覧会の観客輸送では、準急列車としても使用された。一方、半端となる3両編成1本（705-755-710）は、長らく嵐山線で運用された。その後も暫く千里線と嵐山線で使用されたが、老朽化と冷房化推進等の事情により、1975年から廃車が始まり、翌1976年6月に全廃となった(702Fの最終運用は1975年9月30日、701Fの最終運用は1976年4月30日)。
なお、701の側面の一部（車番・社紋がある箇所の幕板から車体裾まで）のみ残されており、電車館で長らく展示ののち、現在は正雀工場内の阪急ミュージアムで保管されている。